# Fay-le-Clos
Pour les articles homonymes, voir Fay.
Fay-le-Clos est une commune française située dans le département de la Drôme, en région Auvergne-Rhône-Alpes.

## Géographie

### Localisation
Fay-le-Clos est située à 11 km au nord de Saint-Vallier.

### Climat
Pour des articles plus généraux, voir Climat d'Auvergne-Rhône-Alpes et Climat de la Drôme.
En 2010, le climat de la commune est de type climat du Bassin du Sud-Ouest, selon une étude du CNRS s'appuyant sur une série de données couvrant la période 1971-2000. En 2020, Météo-France publie une typologie des climats de la France métropolitaine dans laquelle la commune est dans une zone de transition entre le climat de montagne et le climat méditerranéen et est dans la région climatique  Moyenne vallée du Rhône, caractérisée par un bon ensoleillement en été (fraction d’insolation > 60 %), une forte amplitude thermique annuelle (4 à 20 °C), un air sec en toutes saisons, orageux en été, des vents forts (mistral), une pluviométrie élevée en automne (250 à 300 mm). 
Pour la période 1971-2000, la température annuelle moyenne est de 12 °C, avec une amplitude thermique annuelle de 17,7 °C. Le cumul annuel moyen de précipitations est de 908 mm, avec 8,4 jours de précipitations en janvier et 6,2 jours en juillet. Pour la période 1991-2020, la température moyenne annuelle observée sur la station météorologique de Météo-France la plus proche, « Saint-Barthélemy-V_sapc », sur la commune de Saint-Barthélemy-de-Vals à 5 km à vol d'oiseau, est de 12,7 °C et le cumul annuel moyen de précipitations est de 860,4 mm,. Pour l'avenir, les paramètres climatiques de la commune estimés pour 2050 selon différents scénarios d'émission de gaz à effet de serre sont consultables sur un site dédié publié par Météo-France en novembre 2022.

## Urbanisme

### Typologie
Au 1er janvier 2024, Fay-le-Clos est catégorisée commune rurale à habitat dispersé, selon la nouvelle grille communale de densité à 7 niveaux définie par l'Insee en 2022.
Elle est située hors unité urbaine et hors attraction des villes,.

### Occupation des sols
L'occupation des sols de la commune, telle qu'elle ressort de la base de données européenne d’occupation biophysique des sols Corine Land Cover (CLC), est marquée par l'importance des territoires agricoles (89,5 % en 2018), une proportion identique à celle de 1990 (89,5 %). La répartition détaillée en 2018 est la suivante : 
terres arables (78,4 %), forêts (10,5 %), prairies (9,2 %), zones agricoles hétérogènes (1,9 %). L'évolution de l’occupation des sols de la commune et de ses infrastructures peut être observée sur les différentes représentations cartographiques du territoire : la carte de Cassini (XVIIIe siècle), la carte d'état-major (1820-1866) et les cartes ou photos aériennes de l'IGN pour la période actuelle (1950 à aujourd'hui).

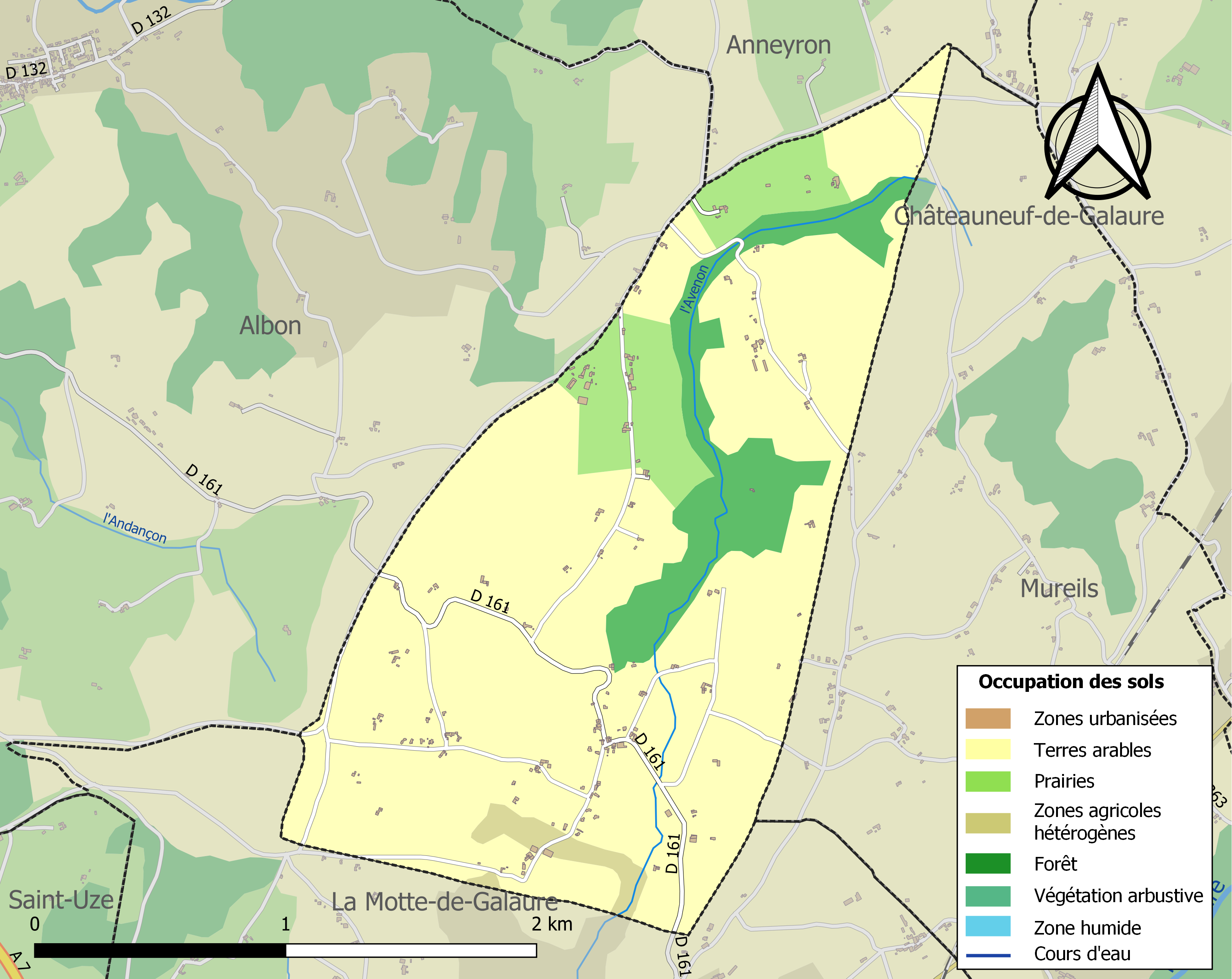
Carte des infrastructures et de l'occupation des sols de la commune en 2018 (CLC).

## Toponymie

### Attestations
Dictionnaire topographique du département de la Drôme :
- 1119 : mention de la paroisse : Ecclesia de Fai (Juénin : Hist. de Tournus, 145).
- 1179 : mention de la paroisse : Ecclesia de Fay (Juénin : Hist. de Tournus, 175).
- 1338 : Dominus de Fayno (archives de la Drôme, E 2287).
- 1635 : La maison forte du Fay (terrier du prieur de Saint-Vallier).
- XVIIIe siècle : Fay d'Albon (carte de Cassini).
- 1891 : Fay, commune du canton de Saint-Vallier.

(non daté)[réf. nécessaire] : Fay-le-Clos.

### Étymologie
Le toponyme Fay vient du latin fagus « fayard, ou hêtre » (on retrouve cette racine, sans suffixe, dans les Fau et, avec suffixe, dans les Fayet, Fayolle, Fayence) avec le suffixe -inum.

## Histoire

### Du Moyen Âge à la Révolution
La seigneurie :
- Au point de vue féodal, Fay fit partie du mandement et comté de Vals (voir ce nom) jusque vers la fin du XVIe siècle.
- XVIe siècle : Il en est distrait au profit des Valernod.
- 1765 : passe (par héritage) aux Murat de Lestang, derniers seigneurs.

Avant 1790, Fay était une communauté de l'élection et subdélégation de Romans et du bailliage de Saint-Marcellin, formant une paroisse du diocèse de Vienne, dont l'église était sous le vocable de Saint-Honoré et dont les dîmes appartenaient au prieur de la Motte-de-Galaure qui présentait à la cure.

### De la Révolution à nos jours
Cette commune fait partie du canton de Saint-Vallier depuis 1790.

## Politique et administration

### Liste des maires
| Période   | Période   | Identité             | Étiquette | Qualité                     |
| --------- | --------- | -------------------- | --------- | --------------------------- |
| mars 1995 | mars 2001 | Jean-Claude Robin    | SE        |                             |
| mars 2001 | mars 2008 | Mickael Champet      | SE        |                             |
| mars 2008 | 2012      | Jean-Gilles Berruyer | SE        |                             |
| mai 2012  | En cours  | Odile Champet        | SE        | Retraitée Fonction publique |

### Politique environnementale
En 2013 une station d'épuration écologique a été inaugurée à Fay-Le-Clos et pour la première fois le tout à l'égout est donc devenu accessible sur la commune. 
Malheureusement le relief de la commune ne permet pas à tous les habitants d'être reliés à celles-ci[réf. nécessaire].

## Population et société

### Démographie
L'évolution du nombre d'habitants est connue à travers les recensements de la population effectués dans la commune depuis 1793. Pour les communes de moins de 10 000 habitants, une enquête de recensement portant sur toute la population est réalisée tous les cinq ans, les populations de référence des années intermédiaires étant quant à elles estimées par interpolation ou extrapolation. Pour la commune, le premier recensement exhaustif entrant dans le cadre du nouveau dispositif a été réalisé en 2008.

En 2022, la commune comptait 180 habitants, en évolution de +8,43 % par rapport à 2016 (Drôme : +2,64 %, France hors Mayotte : +2,11 %).
| 1793 | 1800 | 1806 | 1821 | 1831 | 1836 | 1841 | 1846 | 1851 |
| ---- | ---- | ---- | ---- | ---- | ---- | ---- | ---- | ---- |
| 213  | 182  | 212  | 201  | 233  | 272  | 250  | 307  | 310  |

| 1856 | 1861 | 1866 | 1872 | 1876 | 1881 | 1886 | 1891 | 1896 |
| ---- | ---- | ---- | ---- | ---- | ---- | ---- | ---- | ---- |
| 308  | 302  | 300  | 309  | 313  | 306  | 278  | 286  | 285  |

| 1901 | 1906 | 1911 | 1921 | 1926 | 1931 | 1936 | 1946 | 1954 |
| ---- | ---- | ---- | ---- | ---- | ---- | ---- | ---- | ---- |
| 271  | 261  | 258  | 234  | 212  | 224  | 188  | 187  | 214  |

| 1962 | 1968 | 1975 | 1982 | 1990 | 1999 | 2006 | 2008 | 2013 |
| ---- | ---- | ---- | ---- | ---- | ---- | ---- | ---- | ---- |
| 185  | 159  | 143  | 144  | 151  | 169  | 157  | 153  | 168  |

| 2018 | 2022 | - | - | - | - | - | - | - |
| ---- | ---- | - | - | - | - | - | - | - |
| 160  | 180  | - | - | - | - | - | - | - |

### Enseignement
Les élèves de la commune commencent leur scolarité à l'école primaire Fay-le-Clos, composée de 2 classes, pour 43 enfants.
La commune de Fay-Le-Clos qui relève de l'académie de Grenoble fait partie d'un regroupement pédagogique avec les communes de Mureil, La Motte de Galaure et Claveyson. Les classes sont réparties sur les quatre communes[réf. nécessaire].

### Médias

#### Presse écrite
Le quotidien régional historique du Dauphiné et des Alpes tirant à grand tirage est Le Dauphiné libéré. Celui-ci consacre, chaque jour, y compris le dimanche, dans son édition locale, un ou plusieurs articles à l'actualité du village, ainsi que des informations sur les éventuelles manifestations locales, les travaux routiers, et autres événements divers à caractère local au niveau de la commune de Saint-Martin-en-Vercors.
Il existe aussi d'autres journaux, comme les hebdomadaires L'Agriculture Drômoise et  Drôme Hebdo (anciennement Peuple libre).

#### Presse audiovisuelle
Ici Drôme Ardèche est une radio publique diffusée sur tout le territoire du département de la Drôme.

### Cultes
L'église catholique de Fay-Le-Clos est toujours en activité mais très peu de messes y sont célébrées[réf. nécessaire].

## Économie
En 1992 : pâturages (bovins, caprins), céréales.

## Culture locale et patrimoine

### Lieux et monuments
- Maison forte avec tour ronde des XVe-XVIe siècles au Fay-d'Albon[réf. nécessaire].
- Église Saint-Honoré de Fay-le-Clos du XIXe siècle[21].

### Héraldique, logotype et devise
|  | Fay-le-Clos possède des armoiries dont l'origine et le blasonnement exact ne sont pas disponibles. |